# Rod Blum

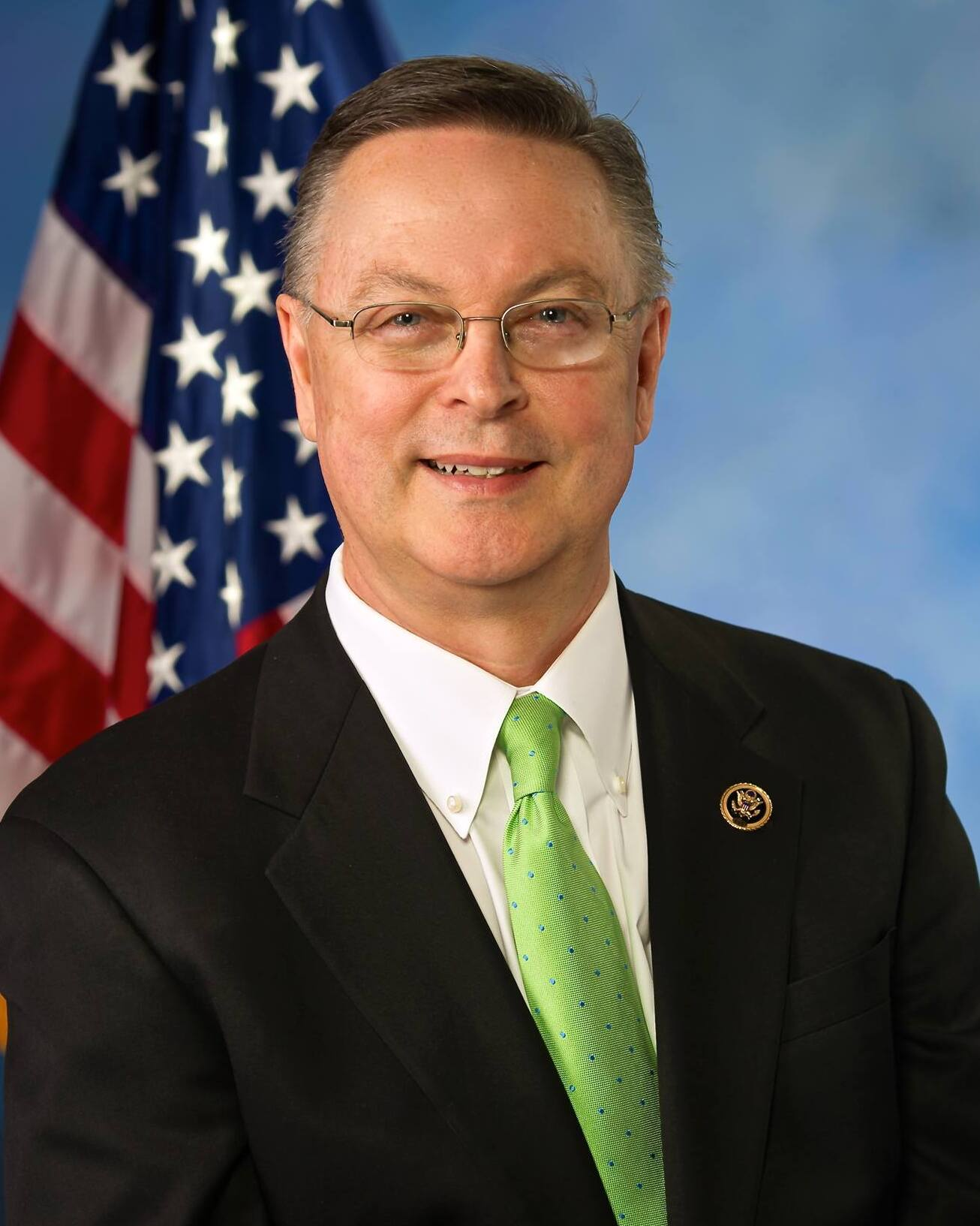
Rod Blum (2015)

Rodney Leland „Rod“ Blum (* 26. April 1955 in Dubuque, Iowa) ist ein US-amerikanischer Politiker der Republikanischen Partei. Von 2015 bis 2019 vertrat er den 1. Kongresswahlbezirk von Iowa im Repräsentantenhaus der Vereinigten Staaten.

## Werdegang
Im Jahr 1973 absolvierte Rod Blum die Dubuque Senior High School. Anschließend studierte er bis 1977 am dortigen Loras College und daraufhin an der University of Dubuque bis 1989. Seine Studienfächer waren Finanz- und Geschäftsverwaltung. Zwischen 1990 und 2000 leitete er die Firma Eagle Point Software. Seit dem Jahr 2000 ist er Eigentümer einer weiteren Softwarefirma mit dem Namen Digital Canal.
Bei der Wahl 2014 trat Blum für den 1. Kongresswahlbezirk Iowas an, der den Nordosten des Bundesstaates umfasst. Er setzte sich mit 51 zu 49 Prozent der Stimmen gegen den Demokraten Pat Murphy durch und trat am 3. Januar 2015 im US-Repräsentantenhaus in Washington, D.C. die Nachfolge des Demokraten Bruce Braley antrat, der erfolglos für den US-Senat kandidiert hatte. Bei der Wahl 2016 wurde er bestätigt und gehörte dem 115. Kongress der Vereinigten Staaten an, der bis 3. Januar 2019 bestand.
Bei der Wahl 2018 galt sein Sitz als eines der gefährdetsten für einen republikanischen Mandatsinhaber. Seine Herausforderin war die bisherige Staatsabgeordnete Abby Finkenauer. Anfang September 2018 änderten die Prognostiker Larry Sabato von der University of Virginia und des Cook Political Report ihre Prognose von völlig offen auf zu den Demokraten geneigt. Tatsächlich stimmten am 6. November knapp 51 Prozent der Wähler für Finkenauer, dagegen nur knapp 46 Prozent für Blum, welcher damit aus dem Kongress ausschied. Gegen Blum lief eine Ethikuntersuchung des Repräsentantenhauses, weil er seine Beteiligung an einem Unternehmen nicht wie vorgeschrieben offengelegt hatte. Mit seinem Ausscheiden aus dem Kongress lief diese Untersuchung aus. Während Blum von Vizepräsident Mike Pence Wahlkampfunterstützung erhielt, bekam solche Finkenauer von dessen Vorgänger Joe Biden.
Blum gehörte im Kongress den Ausschüssen für Aufsicht und Reformen und Kleinunternehmen an und war Vorsitzender des Unterausschusses für Landwirtschaft, Energie und Handel (Subcommittee on Agriculture, Energy and Trade). Der Unterstützer Trumps steht der Tea-Party-Bewegung nahe und gehörte dem rechtskonservativen Freedom Caucus an.

## Belege
1. ↑  Rod Blum wins 1st Congressional District race. In: Des Moines Register, 5. November 2014.
2. ↑  Wahlergebnis 2018
3. ↑  Barbara Rodriguez: Analysts predict Rep. Rod Blum’s 1st District race shifting toward Democratic pick-up. In: Des Moines Register, 6. September 2018.
4. ↑  Katherine Tully-McManus: Ethics Office Report Released on Lame Duck Rod Blum. In: Roll Call, 17. Dezember 2018
5. ↑  Molly Nagle: Iowa’s 1st Congressional District: Young Democrat takes aim at Freedom Caucus member. In: ABC News, 1. August 2018.
6. ↑  Elaine Godfrey: The Fight for Iowa’s White Working-Class Soul. In: The Atlantic, 29. Juli 2018; Molly Nagle: Iowa’s 1st Congressional District: Young Democrat takes aim at Freedom Caucus member. In: ABC News, 1. August 2018.

| Personendaten    | Personendaten                            |
| ---------------- | ---------------------------------------- |
| NAME             | Blum, Rod                                |
| ALTERNATIVNAMEN  | Blum, Rodney Leland (vollständiger Name) |
| KURZBESCHREIBUNG | US-amerikanischer Politiker              |
| GEBURTSDATUM     | 26. April 1955                           |
| GEBURTSORT       | Dubuque, Iowa                            |